# Hastings—Frontenac
Pour les articles homonymes, voir Hastings et Frontenac.
Circonscription électorale fédérale du Canada
Hastings—Frontenac est une circonscription électorale fédérale de l'Ontario, représentée de 1953 à 1968 et de 1979 à 1984.
La circonscription d'Hastings—Frontenac est créée en 1952 avec des parties de Frontenac—Addington et d'Hastings—Peterborough. Abolie en 1966, elle est redistribuée parmi Frontenac—Lennox et Addington, Hastings, Peterborough et Victoria—Haliburton.
La circonscription réapparait en 1976 avec des parties de Frontenac—Lennox et Addington, Hastings et Victoria—Haliburton. Renommée Hastings—Frontenac—Lennox et Addington en 1981, elle change à nouveau de nom en 1996 pour devenir Hastings—Frontenac—Lennox et Addington. Abolie en 2003, elle est redistribuée parmi Kingston et les Îles, Lanark—Frontenac—Lennox and Addington et Prince Edward—Hastings.

## Géographie
En 1952, la circonscription d'Hastings—Frontenac comprenait:
- Le comté de Lennox et Addington, excluant les cantons d'Ernestown, Fredericksburg North (en), Fredericksburg South (en), Richmond, Adolphustown (en) et Amherst Island
- Le comté de Frontenac, excluant la ville de Kingston et les cantons de Kingston, Storrington (en), Pittsburgh (en), Howe Island (en) et Wolfe Island
- Une partie du comté de Peterborough comprenant les cantons d'Anstruther (en), Burleigh (en), Dummer (en) et Asphodel
- Une partie du comté de Hastings comprenant les cantons de Rawdon (en), Huntingdon (en), Madoc et Elzevir (en)

En 1976, elle comprenait:
- Une partie du comté de Frontenac comprenant les canton de Portland (en), Loughborough (en), Storrington et Pittsburg
- Une partie du comté d'Hastings comprenant les cantons de Marmora (en), Madoc et Elzevir
- Une partie du comté de Lennox et Addington comprenant le canton d'Armherst

## Députés
| Législature | Années                                                                   | Député                                                                   | Député                                                                   | Parti                                                                    |
| Hastings—Frontenac issue de Frontenac—Addington et Hastings—Peterborough                                        | Hastings—Frontenac issue de Frontenac—Addington et Hastings—Peterborough | Hastings—Frontenac issue de Frontenac—Addington et Hastings—Peterborough | Hastings—Frontenac issue de Frontenac—Addington et Hastings—Peterborough | Hastings—Frontenac issue de Frontenac—Addington et Hastings—Peterborough |
| --- | ------------------------------------------------------------------------ | ------------------------------------------------------------------------ | ------------------------------------------------------------------------ | ------------------------------------------------------------------------ |
| 22e | 1953–1957                                                                |                                                                          | George Stanley White                                                     | Progressiste-conservateur                                                |
| 23e | 1957–1957                                                                |                                                                          | George Stanley White                                                     | Progressiste-conservateur                                                |
| 23e | 1957-1958                                                                | Sidney Earle Smith                                                       |                                                                          | Progressiste-conservateur                                                |
| 24e | 1958–1959                                                                | Sidney Earle Smith                                                       |                                                                          | Progressiste-conservateur                                                |
| 24e | 1959-1962                                                                | Rod Webb                                                                 |                                                                          | Progressiste-conservateur                                                |
| 25e | 1962–1963                                                                | Rod Webb                                                                 |                                                                          | Progressiste-conservateur                                                |
| 26e | 1963–1965                                                                | Rod Webb                                                                 |                                                                          | Progressiste-conservateur                                                |
| 27e | 1965–1968                                                                | Rod Webb                                                                 |                                                                          | Progressiste-conservateur                                                |
| Circonscription redistribuée parmi Frontenac—Lennox et Addington, Hastings, Peterborough et Victoria—Haliburton |                                                                          |                                                                          |                                                                          |                                                                          |
| Circonscription recréée de Frontenac—Lennox et Addington, Hastings et Victoria—Haliburton                       |                                                                          |                                                                          |                                                                          |                                                                          |
| 32e | 1980–1984                                                                |                                                                          | Bill Vankoughnet                                                         | Progressiste-conservateur                                                |
| 33e | 1984–1988                                                                |                                                                          | Bill Vankoughnet                                                         | Progressiste-conservateur                                                |
| Circonscription renommée Hastings—Frontenac—Lennox and Addington                                                |                                                                          |                                                                          |                                                                          |                                                                          |

## Résultats électoraux
Hastings—Frontenac, 1979-1984
Hastings—Frontenac, 1953-1968